# Аргир Манасиев
Аргир Наков Манасиев, наречен Гевгелийски, е български революционер, учител и общественик, деец на Вътрешната македоно-одринска революционна организация, гевгелийски околийски войвода, председател на Горноджумайското околийско ръководно тяло на Вътрешната македонска революционна организация. Използва псевдонима Азоп.

## Биография

### Ранни години
Роден е на 15 май 1872 година в село Сехово, Гевгелийско, тогава в Османската империя, днес Идомени, Гърция, в семейството на Нако Димитров Манасиев и Стана Танева Накова от Шльопинци. Баща му е деец в борбата за самостоятелна българска църква, а по-късно влиза и във ВМОРО.
Вуйчо му Христо Кондуров издържа Аргир Манасиев, докато той учи в българската католическа семинария в Зейтинлъка в Солун от 1886 до 1891 година. След завършването си с първия випуск, Манасиев остава като учител в гимназията. Запознава се с Никола Наумов, който го снабдява с българска патриотична литература.
През март 1893 година след скандал заради организираното от Манасиев изпълнение на „Шуми Марица“ от учениците при посрещането католическия епископ Лазар Младенов от Рим, Манасиев заедно с 25 ученици от горните класове напуска Зейтинлъка. Работи една година като музикант.

### Легален деец на ВМОРО
Привлечен от Гоце Делчев и Даме Груев, Манасиев влиза във ВМОРО през 1894 година заедно с Атанас Мурджев и Григор Тотев. Даме Груев го отклонява от желанието му да постъпи във Военното училище в София и в 1894 година Манасиев по покана на българската община под булото на католицизма отваря българско училище в солунското Ново село. В Ново село Манасиев организира българското училище с помощта на първенците екзархисти Ставре Новоселски, Георги Саламурчев, Пецо Бакалина, Христо Чочев и други и в него се записват 30-35 деца. По клевети на местните гъркомани Манасиев е често арестуван и викан в Солун, но успява да завърши учебната година в 1895 година. През есента по решение на ВМОРО Манасиев е назначен за учител в лъгадинското село Негован, което е важен организационен пункт между Солун и Сяр. В Негован Манасиев организира революционен комитет, в който влиза „всичко българско, годно за борба“. На следващата учебна 1897 - 1898 преподава и в село Смоквица, Гевгелийско, в което има задача да отвори канал за пренос на оръжие за Гевгелийско и Битолско. Манасиев развива активна дейност в Смоквица, тъй като според спомените му „цялото село е организирано; то бе чисто българско“. През октомври 1897 година Манасиев организира първата чета в Гевгелийско, в която влизат старите хайдути Иванчо Карасулията, Апостол войвода и Спиро Карасулски и заедно с члена на Централния комитет Пере Тошев прави първата обиколка в Гевгелийско, като организира селата Серменин, Конско, Тушин, Лесково и Баровица. През май 1898 година Манасиев заедно с гевгелийските ръководители на ВМОРО Илия Докторов и Иван Телятинов организира убийството на лидера на гъркоманската партия в града Христо Цицов, извършено от Андон Кьосето и Христо Джорлев пред очите на каймакамина.
През септември 1898 година Манасиев става учител в Гевгели и по нареждане на Централния комитет поема ръководството на цялата революционна околия.

### Нелегален ръководител
След Солунската и Баялската афера, избухнали в началото на 1901 година, Манасиев е търсен от властите и през февруари е принуден да премине в нелегалност заедно с мачуковския учител Григор Тотев и стояковския Ташко Мицев. До август е секретар в четата на Михаил Апостолов, която заедно с тази на Кръстьо Българията възстановява революционните комитети в засегнатите от аферата села. Член е на районното ръководно тяло в Кавадарци, a от август 1901 до август 1905 година е гевгелийски околийски войвода, като по това време негов четник е бъдещият войвода Леонид Янков. В края на 1901 година заминава за София, където участва в съвещания на Задграничното представителство. На следната 1902 година през март при опит да се върне в Македония заедно с Апостол войвода е задържан на границата и успява да премине по-късно начело на чета от 12 души, заедно с четата на Стоян Филипов и Христо Куслев.
Пристигналият към края на февруари 1903 година в Гевгелийско Сава Михайлов успява да помири враждуващите войводи Манасиев и Иванчо Карасулията. По време на Илинденско-Преображенското въстание заедно с Димитър Занешев и Петър Юруков е в главния въстанически щаб на революционен окръг „Кожух“. Двете чети на Манасиев и Михайлов, общо около 100 души на 28 юли 1903 година организират успешен атентат над железопътния мост на Вардар край Гевгели. На 24 август двете чети потеглят да разрушат моста на железопътната линия при Демир Капия и след предателство водят бой при село Клисура. На 25 септември четите на Михайлов и Манасиев и Кукушката чета водят успешен бой при Бешбунар в Паяк планина. В същия август е направен неуспешен опит за атентат при станция Гумендже и на 10 октомври при атентат над товарен влак при Смоквица е разрушен последният вагон.
| Чета на Аргир Манасиев и Трайко Гьотов, 20 октомври 1904 година | Чета на Аргир Манасиев и Трайко Гьотов, 20 октомври 1904 година | Чета на Аргир Манасиев и Трайко Гьотов, 20 октомври 1904 година | Чета на Аргир Манасиев и Трайко Гьотов, 20 октомври 1904 година | Чета на Аргир Манасиев и Трайко Гьотов, 20 октомври 1904 година |
| Номер                                                           | Име                                                             | Селище                                                          | Околия                                                          | Забележка                                                       |
| --------------------------------------------------------------- | --------------------------------------------------------------- | --------------------------------------------------------------- | --------------------------------------------------------------- | --------------------------------------------------------------- |
| 1.                                                              | Аргир Манасиев                                                  | Сехово                                                          | Гевгелийска                                                     |                                                                 |
| 2.                                                              | Трайко Гьотов                                                   | Драгомирци                                                      | Кукушка                                                         |                                                                 |
| 3.                                                              | Христо Иванов                                                   | Тушим                                                           | Гевгелийска                                                     |                                                                 |
| 4.                                                              | Георги Иванов                                                   | Тушим                                                           | Гевгелийска                                                     |                                                                 |
| 5.                                                              | Стоян Георгиев                                                  | Тушим                                                           | Гевгелийска                                                     |                                                                 |
| 6.                                                              | Митре Георгиев                                                  | Тушим                                                           | Гевгелийска                                                     |                                                                 |
| 7.                                                              | Митре Кръстов                                                   | Тушим                                                           | Гевгелийска                                                     |                                                                 |
| 8.                                                              | Нешо Ташов                                                      | Ливада                                                          | Гевгелийска                                                     |                                                                 |
| 9.                                                              | Гено Янов                                                       | Смоквица                                                        | Гевгелийска                                                     |                                                                 |
| 10.                                                             | Глигор Шаев                                                     | Сехово                                                          | Гевгелийска                                                     |                                                                 |
| 11.                                                             | Митре Тумбанов                                                  | Боймица                                                         | Гевгелийска                                                     |                                                                 |
| 12.                                                             | Асен Кярджиев                                                   | Варна                                                           | Варненска                                                       |                                                                 |
| 13.                                                             | Илия Мишев                                                      | Кавадарци                                                       | Тиквешка                                                        |                                                                 |
| 14.                                                             | Георги Щерьо                                                    | Ливада                                                          | Гевгелийска                                                     |                                                                 |
| 15.                                                             | Доне Янов                                                       | Постолари                                                       | Кукушка                                                         |                                                                 |
| 16.                                                             | Мино Иванов                                                     | Постолари                                                       | Кукушка                                                         |                                                                 |
| 17.                                                             | Яно Георгиев                                                    | Казаново                                                        | Кукушка                                                         |                                                                 |
| 18.                                                             | Лазар Ников                                                     | Драгомирци                                                      | Кукушка                                                         |                                                                 |
| 19.                                                             | Христо Георгиев                                                 | Гавалянци                                                       | Кукушка                                                         |                                                                 |
| 20.                                                             | Трайко Николов                                                  | Иджилари                                                        | Кукушка                                                         |                                                                 |
| 21.                                                             | Христо Янков                                                    | Мачуково                                                        | Гевгелийска                                                     |                                                                 |
| 22.                                                             | Зафо Христов                                                    | Мачуково                                                        | Гевгелийска                                                     |                                                                 |
| 23.                                                             | Мино Гонов                                                      | Петгъс                                                          | Ениджевардарска                                                 |                                                                 |
| 24.                                                             | Мино Танов                                                      | Тушилово                                                        | Ениджевардарска                                                 |                                                                 |
| 25.                                                             | Алекса Пешов                                                    | Орман                                                           | Костурска                                                       |                                                                 |
| 26.                                                             | Иван Ив. Александров                                            | Гумендже                                                        | Ениджевардарска                                                 |                                                                 |
| 27.                                                             | Тимчо                                                           | Кованец                                                         | Гевгелийска                                                     |                                                                 |
| 28.                                                             | Гоно Ванчев (пеливана)                                          | Богданци                                                        | Гевгелийска                                                     |                                                                 |
| 29.                                                             | Мите Кьосето                                                    | Велес                                                           | Велешка                                                         | [ 9 ]                                                           |

След Илинденското въстание Манасиев води борба срещу появилите се чети на гръцката въоръжена пропаганда. През 1905 година на Солунски окръжен конгрес е избран за делегат на Рилския конгрес на ВМОРО. На конгреса поддържа страната на десницата в организацията.
В 1906 година се установява в София, където живее до 1908 година.
След Младотурската революция в 1908 година се връща в Македония и до 1912 година е учител в Гевгели. След охлаждането на отношенията между дейците на ВМОРО и младотурците се включва в борбата срещу новите управници.

### По време на войните за национално обединение
По време на Балканската война в 1912 година е доброволец в Македоно-одринското опълчение и е войвода на Първа гевгелийска чета. По-късно служи в Нестроевата рота на 14 воденска дружина.
| Първа гевгелийска чета на МОО с командир Аргир Манасиев | Първа гевгелийска чета на МОО с командир Аргир Манасиев | Първа гевгелийска чета на МОО с командир Аргир Манасиев | Първа гевгелийска чета на МОО с командир Аргир Манасиев | Първа гевгелийска чета на МОО с командир Аргир Манасиев | Първа гевгелийска чета на МОО с командир Аргир Манасиев |
| Номер                                                   | Име                                                     | Години                                                  | Околия                                                  | Селище                                                  | Бележка                                                 |
| ------------------------------------------------------- | ------------------------------------------------------- | ------------------------------------------------------- | ------------------------------------------------------- | ------------------------------------------------------- | ------------------------------------------------------- |
|                                                         | Антон Янев                                              | 38                                                      | Гевгелийско                                             | Смоквица                                                |                                                         |
|                                                         | Васил Янев                                              | 34                                                      | Гевгелийско                                             | Смоквица                                                | убит                                                    |
|                                                         | Григор Мишкаров                                         | 30 (36)                                                 | Гевгелийско                                             | Сехово                                                  |                                                         |
|                                                         | Гоно (Гончо) Панов                                      | 42                                                      | Гевгелийско                                             | Мачуково                                                |                                                         |
|                                                         | Димитър Йосифов                                         | 23                                                      | Гевгелийско                                             | Гевгели                                                 | бронзов медал                                           |
|                                                         | Дино Лазаров                                            | 24                                                      | Гевгелийско                                             | Мачуково                                                |                                                         |
|                                                         | Иван Гьоров                                             | 60 (61)                                                 | Гевгелийско                                             | Стояково                                                |                                                         |
|                                                         | Иван Итов                                               | 44 (45)                                                 | Гевгелийско                                             | Сехово                                                  |                                                         |
|                                                         | Иван Римпов                                             | 20                                                      | Гевгелийско                                             | Сехово                                                  |                                                         |
|                                                         | Йордан Калайджиев                                       | 46                                                      | Гевгелийско                                             | Гевгели                                                 |                                                         |
|                                                         | Крум Хаджинаков                                         | 26                                                      | Гевгелийско                                             | Гевгели                                                 |                                                         |
|                                                         | Лазар М. Киров                                          | 25                                                      | Гевгелийско                                             | Гевгели                                                 |                                                         |
|                                                         | Лефтер Узунколев                                        | 26                                                      | Гевгелийско                                             | Гевгели                                                 |                                                         |
|                                                         | Мицо Н. Манасиев                                        | 38                                                      | Гевгелийско                                             | Сехово                                                  | починал в болница от холера                             |
|                                                         | Мицо Молаев                                             | 45                                                      | Гевгелийско                                             | Гевгели                                                 |                                                         |
|                                                         | Петър Владев                                            | 19 (18)                                                 | Гевгелийско                                             | Гевгели                                                 |                                                         |
|                                                         | Стефан Д. Кусев                                         | 35 (36)                                                 | Прилепско                                               | Прилеп                                                  | бронзов медал                                           |
|                                                         | Стамен Панов                                            | 61                                                      | Гевгелийско                                             | Стояково                                                |                                                         |
|                                                         | Теохар Андонов                                          | 17                                                      | Гевгелийско                                             | Гевгели                                                 |                                                         |
|                                                         | Христо Г. Мамков                                        | 28 (29)                                                 | Гевгелийско                                             | Гевгели                                                 |                                                         |
|                                                         | Христо Пецов                                            | 28                                                      | Гевгелийско                                             | Мачуково                                                |                                                         |

След освобождението на Гевгели става околийски управител в новосформираната околия. След Междусъюзническата война от 1913 до 1919 година е околийски управител в Струмица. През 1917 година подписва Мемоара на българи от Македония от 27 декември 1917 година.

### Във ВМРО
След войната, като околийски управител в Струмица в 1918 - 1919 година е начело на комитета на възстановената ВМРО.
След загубата на Струмица и Струмишко от България през ноември 1919 година Манасиев се заселва в Горна Джумая, където става секретар на Окръжната училищна инспекция. Включва се в така наречената Спомагателна организация на ВМРО, имаща административни и съдебни функции в Пиринска Македония и е председател на Околийското управително тяло на ВМРО в Горна Джумая.
Аргир Манасиев умира крайно беден на 7 септември 1932 година.

## Оценки
Атанас Джолев пише за него: „Беше искрен идеалист-борец за свободата на Македония“.
Водачът на ВМРО Иван Михайлов пише за Манасиев:
| „ | Аргиръ Манасиевъ, прославениятъ презъ турския режимъ войвода въ Солунския окрѫгъ, специално въ Гевгелийско. За него и до днесъ говорятъ легендитѣ въ родния му край; слабо бихъ могълъ азъ да прибавя нѣщо къмъ тѣхъ. Той бѣше съ срѣдно образование; познаваше добре френски езикъ. Бѣше истински идеалистъ. Бивалъ е окрѫженъ училищенъ инспекторъ въ Пиринска Македония. Избиранъ е билъ въ окрѫжния, както и въ околийския комитетъ на Спомагателната организация, и дѣлегатъ въ окрѫжни и общи конгреси на ВМРО. Помина се въ Горна-Джумая, до последния си часъ веренъ на освободителното дѣло. | “ |